# Muscat rouge à petits grains
Le muscat rouge à petits grains ou proprement muscat à petits grains rouges Rg est un cépage rouge, une variété rare également listée comme muscat à petits grains Rg.

## Origine et répartition géographique
D’origine grecque, c’est une variation du muscat blanc à petits grains. Voir aussi une autre variation, le muscat rose à petits grains.

## Caractères ampélographiques
- Extrémité du jeune rameau duveteux blanc à liseré carminé.
- Jeunes feuilles aranéeuses, très bronzées.
- Feuilles adultes, à 5 lobes, avec des sinus supérieurs profonds et très étroits, un sinus pétiolaire fermé à bords parallèles, des dents anguleuses, très étroites, en deux séries, un limbe glabre.

## Aptitudes culturales
La maturité est de deuxième époque: 20 jours après le chasselas.

## Potentiel technologique
Les grappes sont moyennes et les baies sont de taille moyenne. La grappe est cylindrique, rarement ailée et compacte. La chair est juteuse, très sucré, d'une saveur musquée. Le cépage est moyennement vigoureux. Il est sensible à la pourriture grise, au court-noué, à l'oïdium, au mildiou et aux guêpes.

## Synonymes
Il est connu sous les noms de brown frontignac, brown muscat, grizzly frontignan, moscato rosso, muscat gris, muscat rouge, muscat violet, red frontignan, red muscadel, red muskadel, roter Muskateller, tamaîioasa.

## Sources
- Fiche « Muscat à petits grains rouges Rg » dans le Catalogue des vignes cultivées en France (Pl@ntNet)
- Fiche « Muscat à petits grains rouges » dans la base de l'Institut de viticulture de Geilweilerhof (de)